# San Antonio de Ibarra
San Antonio de Ibarra és una ciutat de la província d'Imbabura, a l'Equador, especialment famosa pel seu mercat de productes artesanals de fusta. La ciutat està situada à 7 km. de la capital provincial, Ibarra, envoltada per l'antic volcà Imbabura, a una alçada d'uns 2.250 metres.
La seva població és de 17.500 habitants (2011).;

## Curiositat
El Papa Francesc, durant la seva visita pastoral a l'Equador, va rebre com a regal una escultura en fusta de Jorge Villalba, nascut a San Antonio.

## Fills il·lustres
- Leonidas Proaño (1910-1988) bisbe de Riobamba (1954 – 1985).